# Gree Electric

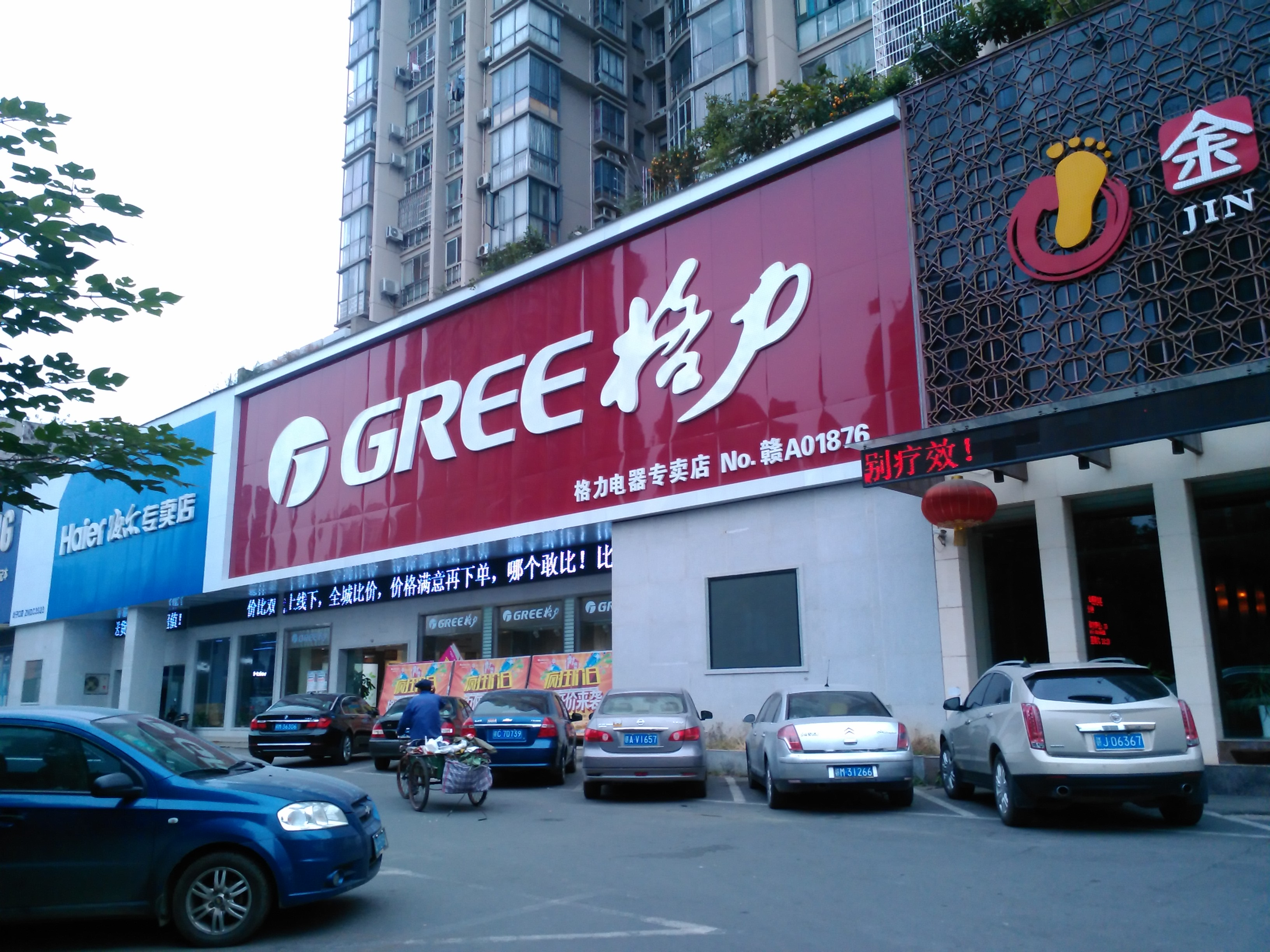
Loja em Nanchang.

A Gree Electric Appliances Inc. of Zhuhai, ou simplesmente Gree, é uma multinacional chinesa que fabrica eletrodomésticos, com sede em Zhuhai, na província de Guangdong. É a maior fabricante de ar-condicionados do mundo.
A Gree Electric Appliances, Inc., de Zhuhai foi fundada em 1991. No início, a Gree era apenas uma montadora de condicionadores de ar residenciais. Atualmente, tornou-se um grupo industrial global tecnológico diversificado que expandiu seus negócios para aparelhos de ar-condicionado, eletrodomésticos, equipamentos de última geração e equipamentos de comunicação. Seus produtos são vendidos amplamente para mais de 160 países e regiões.
A Gree tem 90.000 funcionários (no total), incluindo mais de 12.000 engenheiros e quase 30.000 técnicos. Construiu 14 bases de produção em todo o mundo, 12 localizadas na China (respetivamente em Zhuhai, Chongqing, Hefei, Zhengzhou, Wuhan, Shijiazhuang, Wuhu, Changsha, Hangzhou, Luoyang, Nanjing e Chengdu), outras duas no Brasil e uma no Paquistão. e foi listada na Bolsa de Valores de Shenzhen em novembro de 1996. Inicialmente tinha apenas 200 funcionários e fabricava menos de 20 mil unidades por ano.
Foi listada na Shenzhen Stock Exchange em 1996. 

## Gree do Brasil
No Brasil, a Gree tem uma fábrica instalada no Polo Industrial de Manaus desde 2001. Com 100 mil metros quadrados, a fábrica tem capacidade de produção para um pouco mais de 1,5 milhão de aparelhos por ano. É a única fábrica de grande porte do grupo localizada fora da China.
Os produtos da Gree são classificados em 20 categorias, 400 séries e mais de 12.700 modelos, com mais de 32.850 patentes de tecnologia, incluindo 13.855 patentes de invenção, que são vendidos amplamente em mais de 160 países e regiões, para mais de 300 milhões de usuários em todo o mundo.
São mais de 100 clientes e 900 pontos de vendas e serviço de pós venda em todo o Brasil. Oferece garantia de fábrica de 10 anos para seus produtos.